# 訃報 2014年5月
訃報 2014年5月（ふほう 2014ねん5がつ）では、2014年5月に物故した、又は物故が報じられた人物についてまとめる。

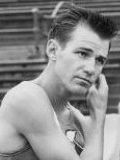
メル・パットン／5月9日没

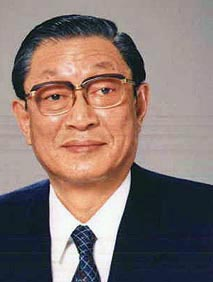
西田司／5月9日没

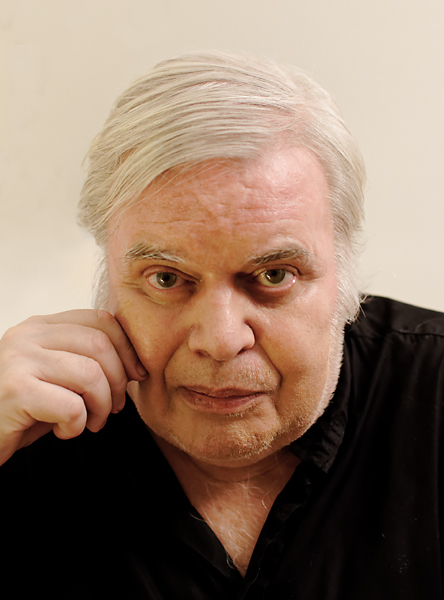
H・R・ギーガー／5月12日没

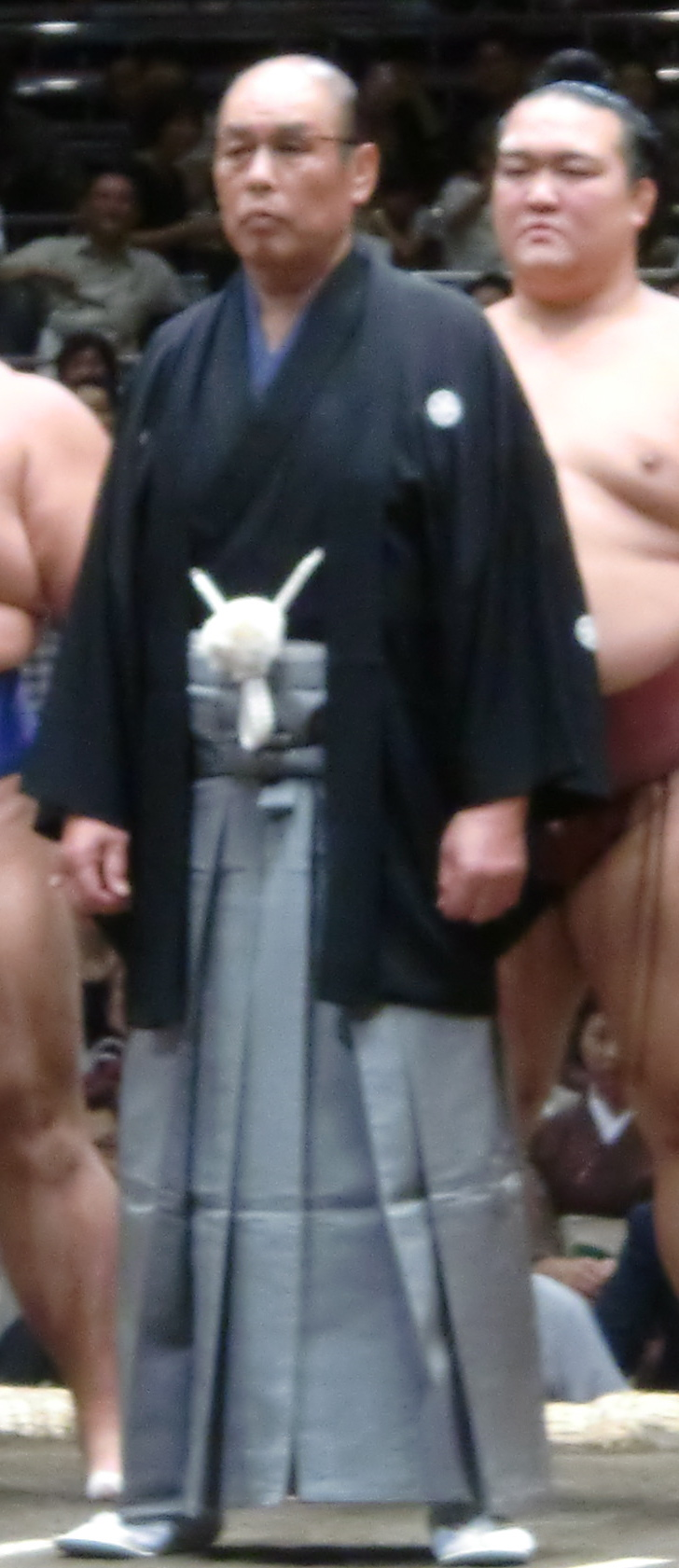
魁傑將晃／5月18日没

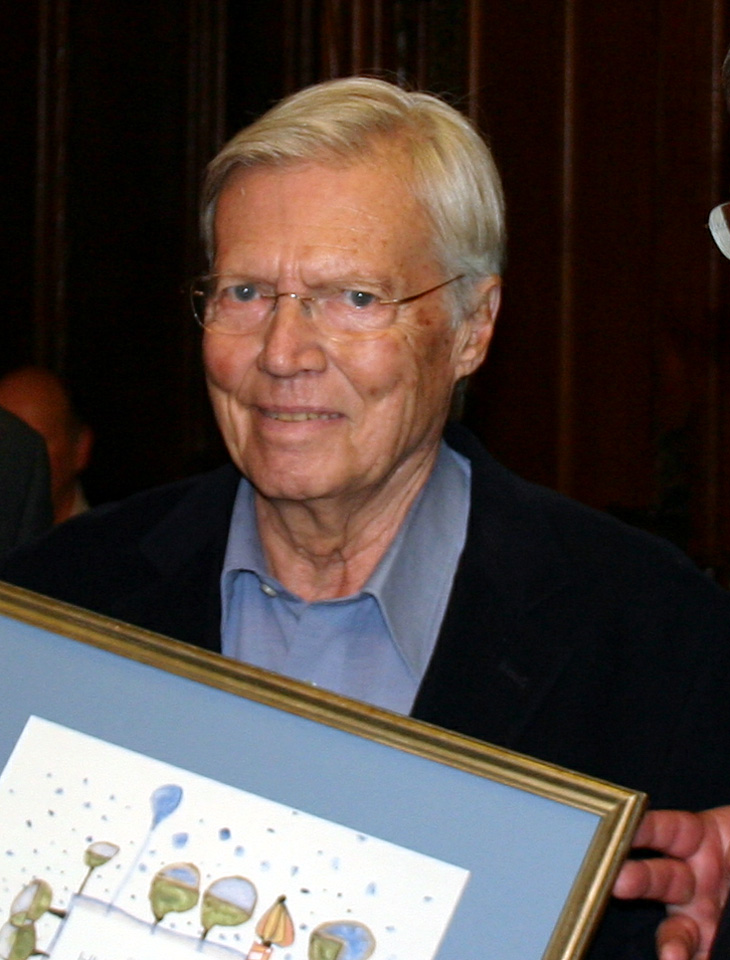
カールハインツ・ベーム／5月29日没

## (1日 - 15日)
- 5月1日 - 福田幸夫、日本の政治家、元兵庫県稲美町長（* 1920年?）[1]
- 5月1日 - 矢代裕三、日本の実業家、元銀座ヨシノヤ社長（* 1920年）[2]
- 5月1日 - 長大作、日本の建築家、家具デザイナー（* 1921年）[3]
- 5月1日 - 矢田耕司、日本の声優（* 1933年）[4]
- 5月1日 - ファン・フォルメル、キューバのベーシスト、ロス・バン・バンのリーダー（* 1942年）[5]
- 5月1日 - 江川孝夫、日本の実業家、元新菱冷熱工業取締役（* 1949年?）[6]
- 5月2日 - エフレム・ジンバリスト・ジュニア、アメリカ合衆国の俳優（* 1918年）[7]
- 5月2日 - モハンマド・レザー・ロトフィ、イランの音楽家（* 1947年）[8]
- 5月2日 - ナイジェル・ステップニー、イギリスのF1チームメカニック（* 1958年）[9]
- 5月3日 - 登張史郎、日本の陸将（* 1923年）[10]
- 5月3日 - 水野正夫、日本のデザイナー（* 1928年）[11]
- 5月3日 - 西村暠夫、日本の経済学者、元名古屋学院大学学長（* 1931年）[12]
- 5月3日 - ゲーリー・ベッカー、アメリカ合衆国の経済学者（* 1930年）[13]
- 5月3日 - レスリー・カールソン、カナダの俳優（* 1933年）[14]
- 5月3日 - 深尾昌一郎、日本の物理学者、京都大学名誉教授（* 1943年）[15]
- 5月3日 - 畑裕子、日本の作家（* 1948年）[16]
- 5月4日 - 橋口三郎、日本の運動家、水俣病第3次訴訟原告団長（* 1925年）[17]
- 5月4日 - 周達生、中国の民族学者、国立民族学博物館名誉教授（* 1931年）[18]
- 5月4日 - 清水義之、日本の実業家、元十六銀行頭取、岐阜商工会議所名誉会頭（* 1932年）[19]
- 5月4日 - 佐々木篁、日本の実業家、元IBC岩手放送常務（* 1934年）[20]
- 5月4日 - タチアナ・サモイロワ、旧ソ連の映画女優（* 1934年）[21]
- 5月4日 - 藤井昭一、日本の工学者、大阪府立大学名誉教授（* 1937年）[22]
- 5月4日 - 福沢秀浩、日本の実業家、セゾン自動車火災保険社長（* 1954年?）[23]
- 5月4日 - エレナ・バルタッチャ、イギリスのテニス選手（* 1983年）[24]
- 5月5日 - 谷島茂之、日本の実業家、元サンテレビジョン社長、元ダイエー副社長（* 1931年）[25]
- 5月5日 - 川瀬博之、日本の実業家、元カルビー会長（* 1940年）[26]
- 5月6日 - マリア・ラスニック、オーストリアの美術家（* 1919年）[27]
- 5月6日 - 佐古純一郎、日本の文芸評論家、二松學舍大学名誉教授（* 1919年）[28]
- 5月6日 - ファーレイ・モウワット、カナダの作家（* 1921年）[29]
- 5月6日 - 今井光也、日本の作曲家、諏訪交響楽団名誉会長（* 1922年）[30]
- 5月6日 - 岡昭、日本の実業家、元日本銀行理事、元日本開発銀行副総裁、元東京湾横断道路社長（* 1927年）[31]
- 5月6日 - 山岡通太郎、日本の実業家、元日本ナショナルトラスト理事長（* 1931年）[32]
- 5月6日 - 梶原寿、日本のキリスト教学者、元名古屋学院大学学長（* 1932年）[33]
- 5月6日 - ジミー・エリス、アメリカ合衆国のボクサー（* 1940年）[34]
- 5月7日 - 城田幸信、日本の実業家、アンデルセン・パン生活文化研究所顧問（* 1941年?）[35]
- 5月7日 - トニー・ジェナロ、アメリカ合衆国の俳優（* 1942年）[36]
- 5月7日 - コリン・ピリンジャー、イギリスの惑星科学者（* 1943年）[37]
- 5月7日 - 原野喜一郎、日本の実業家、読売理工学院理事長、読売新聞東京本社社友（* 1951年）[38]
- 5月8日 - 三好秀男、日本の陸軍軍人、陸上自衛官（* 1920年）[39]
- 5月8日 - ロジャー・イーストン、アメリカ合衆国の科学者、発明家（* 1921年）[40]
- 5月8日 - 下山剛、日本の心理学者、東京学芸大学名誉教授（* 1932年）[41]
- 5月8日 - レツゴーじゅん（逢坂じゅん）、日本の漫才師、タレント、俳優、レツゴー三匹メンバー（* 1945年）[42]
- 5月8日 - 国安教善、日本の柔道家、全日本柔道連盟理事（* 1949年）[43]
- 5月9日 - 浅井秀水、日本の日本画家（* 1919年）[44]
- 5月9日 - メル・パットン、アメリカ合衆国の陸上競技選手（* 1924年）[45]
- 5月9日 - 西口勇、日本の政治家、第14・15代和歌山県知事（* 1926年）[46]
- 5月9日 - 飯島俊郎、日本の化学者、東京工業大学名誉教授、元実践女子大学学長（* 1927年）[47]
- 5月9日 - 西田司、日本の政治家、自由民主党元衆議院議員、第51代・第55代自治大臣（* 1928年）[48]
- 5月9日 - 岡野行秀、日本の経済学者、東京大学名誉教授（* 1929年）[49]
- 5月9日 - 神美知宏、日本の実業家、全国ハンセン病療養所入所者協議会会長（* 1933年）[50]
- 5月9日 - 富松孝侑、日本の彫刻家、愛知県立芸術大学名誉教授、新制作協会会員（* 1934年）[51]
- 5月9日 - 田口三夫、日本の実業家、元時事通信社取締役（* 1935年）[52]
- 5月9日 - 丸岡信一、日本の実業家、マルシン会長（* 1936年?）[53]
- 5月9日 - 小山純、日本のサイドギター奏者、ドラムス奏者、灘康次とモダンカンカンのメンバー（* 1942年）[54]
- 5月9日 - 田部和良、日本のサッカーコーチ（* 1961年）[55]
- 5月10日 - 岩井直溥、日本の作曲家、編曲家、指揮者（* 1923年）[56]
- 5月10日 - 中山茂、日本の科学史家、神奈川大学名誉教授、国際科学史アカデミー副会長（* 1928年）[57]
- 5月10日 - 小林莞爾、日本の政治家、元東京都議会議長（* 1929年）[58]
- 5月11日 - 神沢邦雄、日本の実業家、キッセイ薬品工業名誉会長（* 1921年）[59]
- 5月11日 - 村山常雄、日本の教育者、運動家、シベリア抑留者支援・記録センター世話人（* 1925年）[60]
- 5月11日 - 高山昇、日本の実業家、マレットゴルフ考案者（* 1927年?）[61]
- 5月11日 - 井上星峰、日本の書家、毎日書道展名誉会員（* 1928年）[62]
- 5月11日 - 松山俊太郎、日本のインド学者、幻想文学研究家（* 1930年）[63]
- 5月11日 - 谺雄二、日本の詩人、運動家、ハンセン病国賠訴訟全国原告団協議会会長（* 1932年）[64]
- 5月12日 - 木下是雄、日本の物理学者、元学習院大学学長（* 1917年）[65]
- 5月12日 - 斉藤喜彦、日本の化学者、東京大学名誉教授（* 1920年）[66]
- 5月12日 - H・R・ギーガー、スイスの画家・デザイナー（* 1940年）[67]
- 5月13日 - 坂倉芳明、日本の経営者、元西武百貨店・三越社長、元日本百貨店協会会長（* 1921年）[68]
- 5月13日 - 古田忠士、日本のプロ野球選手（* 1946年）
- 5月13日 - 横山明裕、日本のミュージシャン、UNITEDのベーシスト（* 1964年）[69]
- 5月13日 - マリク・ベンジェルール、スウェーデンの映画監督（* 1977年）[70]
- 5月14日 - 中村乃武夫、日本のファッションデザイナー（* 1924年）[71]
- 5月14日 - 石井和夫、日本の実業家、元ナビックスライン社長（* 1930年）[72]
- 5月14日 - 畑中信一、日本の生物学者、東京大学名誉教授（* 1931年）[73]
- 5月14日 - 黒埼精三、日本の実業家、元福島民友新聞社社長（* 1938年?）[74]
- 5月14日 - 東野人志、日本のフォークシンガー（* 1948年?）[75]
- 5月15日 - 金子知太郎、日本の実業家・財務官僚、元東京国税局局長、元埼玉銀行副頭取（* 1923年）[76]
- 5月15日 - 瀬尾脩、日本の撮影技師（* 1932年）[77]
- 5月15日 - 鈴木則文、日本の映画監督、脚本家（* 1933年）[78]
- 5月15日 - 竹内重徳、日本の政治家、元岩手県副知事（* 1943年?）[79]
- 5月15日 - ジャン＝リュック・デハーネ、ベルギー元首相（* 1940年）[80]

## (16日 - 31日)
- 5月16日 - 加藤俊二、日本の化学者、大阪大学名誉教授（* 1920年）[81]
- 5月16日 - 丹下寿一、日本の彫刻家（* 1924年）[82]
- 5月17日 - 高良鉄夫、日本の動物学者、元琉球大学学長（* 1913年）[83]
- 5月17日 - 小宅容義、日本の俳人（* 1926年）[84]
- 5月17日 - 清家孝、日本の実業家、前全国商工会連合会会長（* 1929年）[85]
- 5月17日 - 笹原忠義、日本の実業家・アナウンサー、前北陸放送社長（* 1954年）[86]
- 5月17日 - ドゥアンチャイ・ピチット、ラオスの軍人、政治家、国防大臣兼副首相（* 1946年）[87]
- 5月17日 - ジェラルド・モーリス・エデルマン、アメリカ合衆国の生物学者、ノーベル生理学・医学賞受賞者（* 1929年）[88]
- 5月18日 - ドブリツァ・チョシッチ、セルビアの作家、ユーゴスラビア連邦共和国初代大統領（* 1921年）[89]
- 5月18日 - ゴードン・ウィリス、アメリカ合衆国の映画キャメラマン、撮影監督（* 1931年）[90]
- 5月18日 - 八木浩輔、日本の物理学者、筑波大学名誉教授（* 1934年）[91]
- 5月18日 - 魁傑將晃、日本の大相撲力士（最高位・大関）、年寄・第17代放駒、元日本相撲協会理事長（* 1948年）[92]
- 5月19日 - 文挟夫佐恵、日本の俳人（* 1914年）[93]
- 5月19日 - ジャック・ブラバム、オーストラリアのF1ドライバー（* 1926年）[94]
- 5月19日 - 成島忠行、日本の政治家、元茨城県玉造町長（* 1951年）[95]
- 5月19日 - 4代目春風亭柳桜、日本の落語家（* 1952年）[96]
- 5月19日 - 宮下順一郎、日本の政治家、青森県むつ市長（* 1952年）[97]
- 5月19日 - K、日本のギタリスト、Moi dix Moisメンバー（* 生年不詳）[98]
- 5月20日 - 橋本勝磨、日本のプロ野球選手（* 1940年）
- 5月20日 - 久保敏志、日本の実業家、前エスケイジャパン社長（* 1961年）[99]
- 5月21日 - 澤藤雅也、日本の農学者、岩手大学名誉教授（* 1921年?）[100]
- 5月21日 - 遠藤六郎、日本の能楽師、能楽シテ方観世流（* 1926年）[101]
- 5月22日 - 糸原圓應、日本の僧侶、平林寺第23世住職（* 1926年）[102]
- 5月22日 - ドナルド・レビン、アメリカ合衆国のG.I.ジョー開発者（* 1928年）[103]
- 5月22日 - 村上光彦、日本のフランス文学者、成蹊大学名誉教授（* 1929年）[104]
- 5月22日 - 松本直之、日本の歯学者、徳島大学名誉教授（* 1931年）[105]
- 5月22日 - マシュー・カウルズ、アメリカ合衆国の俳優（* 1944年）[106]
- 5月23日 - 公文茂治、日本の実業家、元日本油脂取締役（* 1912年?）[107]
- 5月23日 - 鈴木つね子、日本の競泳選手、1936年ベルリンオリンピック代表選手（* 1920年?）[108]
- 5月23日 - 亀井節夫、日本の古生物学者、京都大学名誉教授（* 1925年）[109]
- 5月23日 - 平沢亨、日本の実業家、前朝日酒造会長（* 1943年）[110]
- 5月23日 - マイケル・ゴットリーブ、アメリカ合衆国の映画監督、ゲームプロデューサー（* 1945年）[111]
- 5月23日 - 栗原弘行、日本の実業家、医療研究家（* 1947年）[112]
- 5月24日 - 佐藤敏郎、日本の実業家、元日本ガス社長（* 1928年?）[113]
- 5月24日 - 藤本武彦、日本の実業家、元三洋化成工業会長（* 1929年）[114]
- 5月24日 - 川北憲央、日本の俳人（* 1931年）[115]
- 5月24日 - 石塚省二、日本の哲学者（* 1951年）[116]
- 5月25日 - 大谷晃一、日本の作家、元帝塚山学院大学学長（* 1923年）[117]
- 5月25日 - ヴォイチェフ・ヤルゼルスキ、ポーランドの政治家、元統一労働者党第一書記、元首相、元大統領（* 1923年）[118]
- 5月25日 - 上林良一、日本の政治学者、関西大学名誉教授（* 1927年）[119]
- 5月25日 - 大久保直彦、日本の政治家、元公明党書記長、元参議院議員、衆議院議員（* 1936年）[120]
- 5月26日 - 愛新覚羅顕琦、清朝八大親王の一人、第10代粛親王善耆の末娘（* 1918年）[121]
- 5月26日 - 黒部亨、日本の作家（* 1929年）[122]
- 5月26日 - 石飛卓美、日本のSF作家（* 1951年）[123]
- 5月26日 - 山路慎一、日本のレーシングドライバー（* 1964年）[124]
- 5月26日 - マヌエル・ウリベ、メキシコの人物、元「世界で最も太った人間」のギネス記録保持者（* 1965年）[125]
- 5月27日 - 穴山武、日本の工学者、東北大学名誉教授（* 1925年）[126]
- 5月27日 - 小島孝治、日本のバレーボール指導者、元バレーボール日本女子代表監督（* 1930年）[127]
- 5月27日 - ヘルマ・サンダース＝ブラームス、ドイツの映画監督、脚本家、プロデューサー、女優（* 1940年）[128]
- 5月27日 - 本間和夫、日本の元プロレスラー【日本プロレス元選手】（* 1944年）[129]
- 5月28日 - 小池千枝、日本のファッションデザイナー（* 1916年）[130]
- 5月28日 - 武者滋、日本の実業家、元UIP映画会長（* 1921年）[131]
- 5月28日 - 松本毅、日本の化学者、北海道大学名誉教授（* 1922年）[132]
- 5月28日 - 石井哲夫、日本の実業家、日本保育協会理事長、元日本自閉症協会会長（* 1927年）[133]
- 5月28日 - マルコム・グレーザー、アメリカの実業家、スポーツチームオーナー（* 1928年）[134]
- 5月28日 - マヤ・アンジェロウ、アメリカの詩人、作家（* 1928年）[135]
- 5月28日 - 橋本裕臣、日本の彫刻家（* 1942年）[136]
- 5月28日 - 掛樋一晃、日本の化学者、近畿大学副学長（* 1947年）[137]
- 5月29日 - 竹内菊、日本の舞踏家（* 1926年）[138]
- 5月29日 - カールハインツ・ベーム、ドイツの俳優（* 1928年）[139]
- 5月29日 - 高岡寛、日本の政治家、元大阪府美原町長（* 1930年?）[140]
- 5月29日 - 原貢、日本の元アマチュア野球選手、野球指導者、東海大学野球部元監督（* 1935年）[141]
- 5月29日 - 3代目橘ノ圓、日本の落語家（* 1935年）[142]
- 5月29日 - 博田東平、日本の政治家、元広島県尾道市長（* 1935年）[143]
- 5月29日 - 横山隆、日本の医学者、広島大学名誉教授（* 1939年）[144]
- 5月30日 - 松岡孝一、日本の実業家、元東奥日報社社長（* 1922年）[145]
- 5月30日 - 浅香正、日本の歴史学者、同志社大学名誉教授（* 1924年）[146]
- 5月30日 - 伊藤嘉治、日本の実業家、元福井放送会長（* 1925年）[147]
- 5月30日 - 粕谷一希、日本の評論家、雑誌編集者（* 1930年）[148]
- 5月30日 - 木村敏雄、日本の実業家、元横河電機取締役（* 1949年?）[149]
- 5月30日 - エウヘニオ・ヘオルヘ、バレーボール指導者、キューバ女子代表元監督（*1933年）[150]
- 5月31日 - 藤木相元、日本の占い師（* 1923年）[151]
- 5月31日 - マーサ・ハイヤー、アメリカ合衆国の女優（* 1924年）[152]
- 5月31日 - 森田松太郎、日本の公認会計士、経営コンサルタント、ARI研究所所長（* 1929年）[153]
- 5月31日 - 金東勲、韓国の法学者、龍谷大学名誉教授（* 1934年）[154]
- 5月31日 - 河内淳、日本の実業家、元山武（現：アズビル）取締役（* 1946年）[155]